# 한정수
한정수(韓政秀, 1972년 11월 20일~)는 대한민국의 배우로 1996년 가수로서 첫 데뷔 후 2003년 영화 《튜브》를 통해 영화배우로 데뷔하였으며 부친은 1954년 FIFA 월드컵 국가대표 선수이자 1954년 아시안 게임 은메달리스트 한창화이다.

## 학력
- 한영고등학교 졸업
- 경원대학교 경제학과 중퇴
- 명지대학교 행정학과 중퇴
- 서울예술대학 영화학과 전문학사

## 출연작

### 드라마
| 연도 | 방송사     | 제목                | 역할          | 비고     |
| ---- | ---------- | ------------------- | ------------- | -------- |
| 2007 | KBS2       | 마왕                | 윤대식        |          |
| 2007 | KBS2       | 한성별곡            | 서주필        |          |
| 2007 | SBS        | 왕과 나             | 도금표        |          |
| 2008 | SBS        | 바람의 화원         | 서징          |          |
| 2009 | KBS Drama  | 그녀의 스타일       | 강민혁        |          |
| 2010 | KBS2       | 추노                | 최장군        |          |
| 2010 | SBS        | 검사 프린세스       | 윤세준        |          |
| 2010 | KBS2       | 도망자 플랜 B       | 부정부패 형사 | 특별출연 |
| 2010 | KBS1       | 근초고왕            | 복구검        |          |
| 2011 | KBS2       | 포세이돈            | 오민혁        |          |
| 2012 | MBC        | 아랑사또전          | 무영          |          |
| 2013 | tvN        | 우와한 녀           | 최고야        |          |
| 2014 | KBS2       | 아이언맨            | 고비서        |          |
| 2015 | MBC        | 밤을 걷는 선비      | 백인호        |          |
| 2015 | MBC EVERY1 | 웹툰히어로 툰드라쇼 | 이성계        |          |
| 2016 | SBS        | 대박                | 황진기        |          |
| 2017 | MBC        | 도둑놈, 도둑님      | 최태석        |          |
| 2019 | SBS        | 시크릿 부티크       | 황집사        |          |

### 영화
- 1998년 《까》 ... 검문소 경찰 역
- 2000년 《흑우》 ... 조감독 역
- 2003년 《튜브》 ... 봉호 역
- 2004년 《얼굴 없는 미녀》 ... 지수의 옛사랑 장서 역
- 2006년 《해바라기》 ... 이창무 역
- 2013년 《밤의 여왕》 ... 이든 역
- 2020년 《악몽》 ... 선배 역

### 방송
- 2012년 SBS 《스타 애정촌 시즌 2》
- 2015년 채널A 《잘 살아보세》
- 2015년 tvN 《방송국의 시간을 팝니다》
- 2018년 SBS 《불타는 청춘》
- 2019년 EBS1 《한국기행》 한반도 평화기행 - 기찻길 옆 DMZ, 연천 / 한반도 평화기행 - 평화가 그곳에 있네, 철원

## 경력
- 1996년 그룹 데믹스 멤버

## 광고
- 2002년 디앤샵
- 2003년 SK텔레콤 스피드011
- 2004년 ING 라이프
- 2004년 네이트 드라이브
- 2005년 현대카드 W
- 2005년 대한생명
- 2010년 삼성자산운용

## 가족 관계
- 아버지: 한창화 (1922년 11월 13일 ~ 2006년 4월 18일)
- 어머니: 조혜미자
- 여동생: 한혜정 (1975년 ~ 2024년 8월 26일)